# Ибах (Шварцвальд)
Ибах (нем. Ibach) — община в Германии, в земле Баден-Вюртемберг.
Подчиняется административному округу Фрайбург. Входит в состав района Вальдсхут. Население составляет 391 человек (на 31 декабря 2010 года). Занимает площадь 21,39 км².